# Palmetto (cràter)

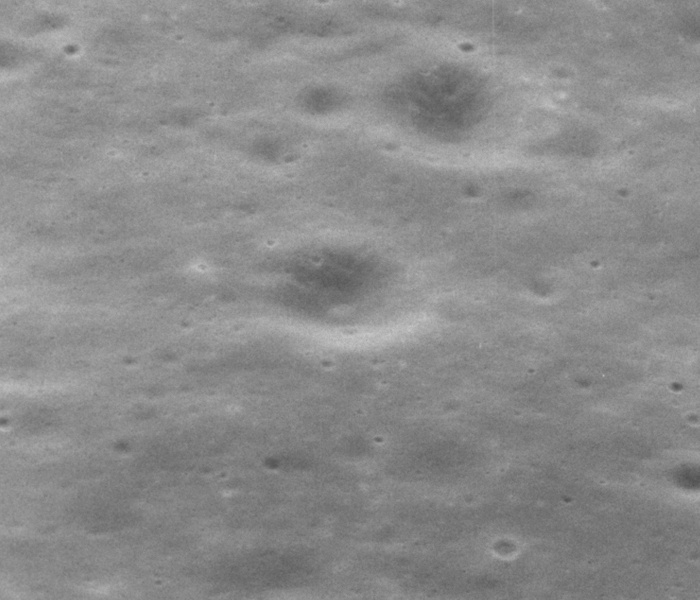
Vista obliqua de Palmetto, al centre de la imatge

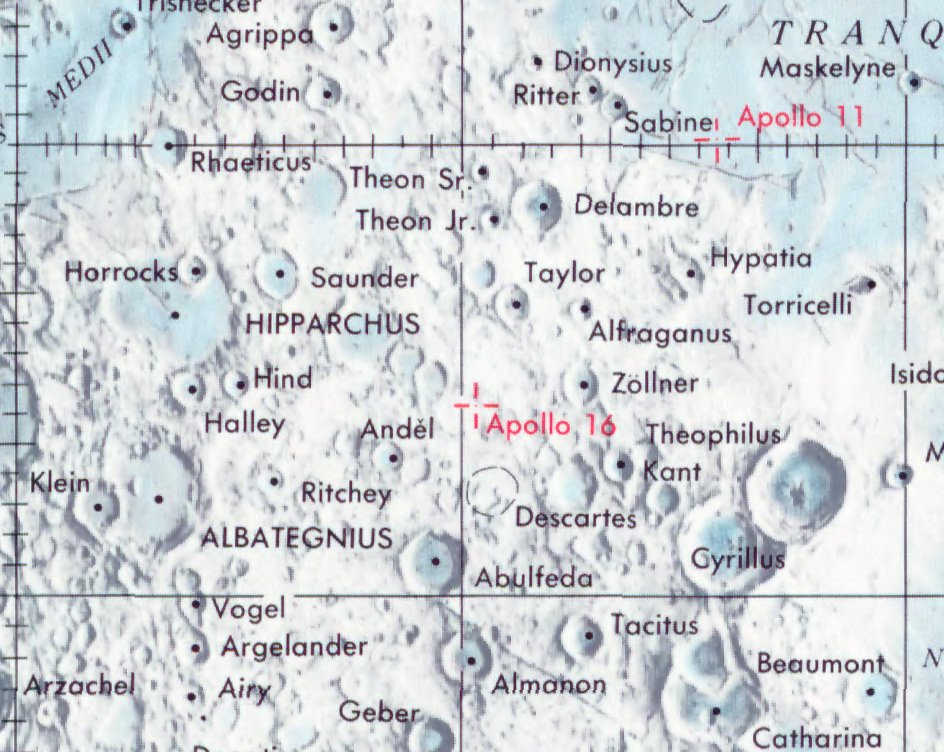
Localització del lloc d'aterratge de l'Apol·lo 16

Palmetto és un petit cràter lunar de les Terres Altes de Descartes, visitat pels astronautes de l'Apol·lo 16. El nom del cràter fou adoptat formalment per la Unió Astronòmica Internacional el 1973. El seu diàmetre és una poc més petit que el de Kiva (al nord-oest) i una mica més gran que el de Gator (a l'est sud-est).
El mòdul lunar Orion de l'Apol·lo 16 aterrà entre els cràters North Ray i South Ray al 21 d'abril de 1972. Els astronautes John Young i Charles M. Duke exploraren l'àrea entre els cràters en tres activitats extravehiculars utilitzant un Lunar Roving Vehicle. Visitaren North Ray i hi situaren l'estació 11, a 4,4 km al nord del lloc d'aterratge. Recorregueren el costat est de Palmetto en el trajecte d'anada i tornada cap a North Ray, però no s'hi detingueren. Mentre passaven, Duke digué: "Hi ha un considerable mantell de material ejectat format per roques d'un metre de diàmetre al voltant de la vora de Palmetto en alguns d'aquests cràters secundaris d'ací." En el camí de retorn al mòdul lunar des de North Ray, Duke fotografià Palmetto mentre viatjava amb el rover.
El cràter també s'havia emprat com un punt de referència pels astronautes de missions Apol·lo anteriors. Es designà fita DE-1/12. L'astronauta Dick Gordon el fotografià en les revolucions 42 i 44 de la missió Apol·lo 12.
Palmetto s'insereix en la Formació Cayley del període ímbric.

## Denominació
El nom del cràter, que fa referència a una palmera, l'adoptà formalment la UAI el 1973, i té l'origen en les denominacions topogràfiques utilitzades al full a escala 1/50.000 de la Lunar Topophotomap amb la referència "78D2S1 Apollo 16 Landing Area".